# Барселона-Сантс
41°22′44″ пн. ш. 2°08′24″ сх. д. / 41.378888888889° пн. ш. 2.14° сх. д.
Барселона-Сантс — провідна залізнична станція Барселони, що належить Adif, агентству залізничної інфраструктури Іспанії.
Станція є хабом, як для Rodalies de Catalunya, оператора залізничних приміських та регіональних перевезень Барселони, так і для національних та міжнародних напрямків.
Також, це кінцева точка швидкісної залізниці Мадрид — Барселона та швидкісної залізниці Перпіньян — Барселона
Станція розташована у районі Сантс-Монжуїк на площі Плаца-де-Сантс.
Станція названа на честь Сантс, підрайону Барселони, в якому вона розташована.
Поруч розташовано міжнародний автовокзал з такою ж назвою та є пересадка на метростанцією Сантс-Естасіо, що обслуговує залізничний вокзал.

## Історія та опис
Сучасну станцію Сантс було відкрито в 1979 році під час будівництва другої регіональної лінії схід-захід, що проходить під центром Барселони.

Барселона-Сантс замінила станцію Барселона-Франція як головний вокзал міста.
В 2008 році до станції прибули перші швидкісні потяги AVE з Мадрида.
З 2013 року відкрито тунель Прованс яким прямують потяги до французького кордону.
В 2023 має бути відкрито станцію Барселона-Сагрера — контрапункт у східній частині міста.
Швидкісні потяги до/з Мадрида та Франції будуть зупинятися на обох станціях.
Станція була побудована в сучасному аеропортовому стилі, всі її численні платформи розташовані під землею.
Власне вокзальні приміщення знаходяться на нульовому поверсі.
Більшість верхніх поверхів головної будівлі вокзалу займає готель Hotel Barceló Sants.

## Трафік
Станція має 14 колій, що обслуговуються наступним чином:
- Колії 1 — 6: AVE, Avant[en], Alvia, TGV inOui[en], Ouigo Euromed ;
- Колії 7, 8, 9 і 10: Rodalies Barcelona[en]: R1[en], R3[en], R4[en]; Rodalies de Catalunya[en]: R12[fr];
- Колії 11, 12, 13 і 14: Rodalies Barcelona: R2[en], R2 Північ, R2 Південь; Rodalies de Catalunya: R11[fr], R13[fr], R14[fr], R15[fr], R16[fr]; Media Distancia Renfe[fr]: MD34; Intercity

## Пересадки
Зі станції можлива пересадка на метростанцією Сантс-Естасіо ліній L3 і L5 мережі Барселонського метрополітену.
Міжнародний автовокзал Сантс розташований неподалік від залізничного вокзалу.